# Лечебна наумка
Лечебната наумка (Cynoglossum officinale) е двугодишно тревисто растение от семейство Грапаволистни.
Среща се по сухи и тревисти места на надморска височина между 800 и 1500 m. Цветовете са червени, листата – влакнести. Цъфти от април до юли, плододава от юли до септември. Надземната част и корените се използват с лечебни цели.